# Industrial Light & Magic
Industrial Light & Magic è una delle più famose ed importanti aziende nel campo degli effetti speciali digitali, oggi parte della più ampia Lucasfilm, sussidiaria di The Walt Disney Company. ILM è stata fondata a Van Nuys, in California, per poi trasferirsi a San Rafael (sempre in California) nel 1978 e dal 2005 ha sede presso il Letterman Digital Arts Center a San Francisco. Nel 2012, The Walt Disney Company ha acquisito ILM come parte dell'acquisto della Lucasfilm. Fino al 2023, Industrial Light & Magic ha vinto 15 Premi Oscar.

## Storia

Logo utilizzato fino al 2022

Lucas voleva che il suo film del 1977 Star Wars includesse effetti visivi mai visti prima su pellicola. Dopo aver scoperto che il reparto effetti interni della 20th Century Fox non era più operativo, Lucas si rivolse a Douglas Trumbull, noto soprattutto per gli effetti di 2001: Odissea nello spazio (1968) e 2002: la seconda odissea (1972). Trumbull rifiutò perché già impegnato a lavorare al film di Steven Spielberg Incontri ravvicinati del terzo tipo (1977), ma suggerì a Lucas il suo assistente John Dykstra. Dykstra riunì un piccolo team di studenti universitari, artisti e ingegneri e li sistemò in un magazzino a Van Nuys in California. Dopo aver visto che la planimetria della location era classificata come industria leggera, Lucas chiamò il gruppo Industrial Light and Magic, che divenne il dipartimento degli effetti speciali visivi di Star Wars. Oltre a Dykstra, altri membri di spicco del team originale della ILM erano Ken Ralston, Richard Edlund, Dennis Muren, Robert Blalack, Joe Johnston, Phil Tippett, Steve Gawley, Lorne Peterson e Paul Huston.

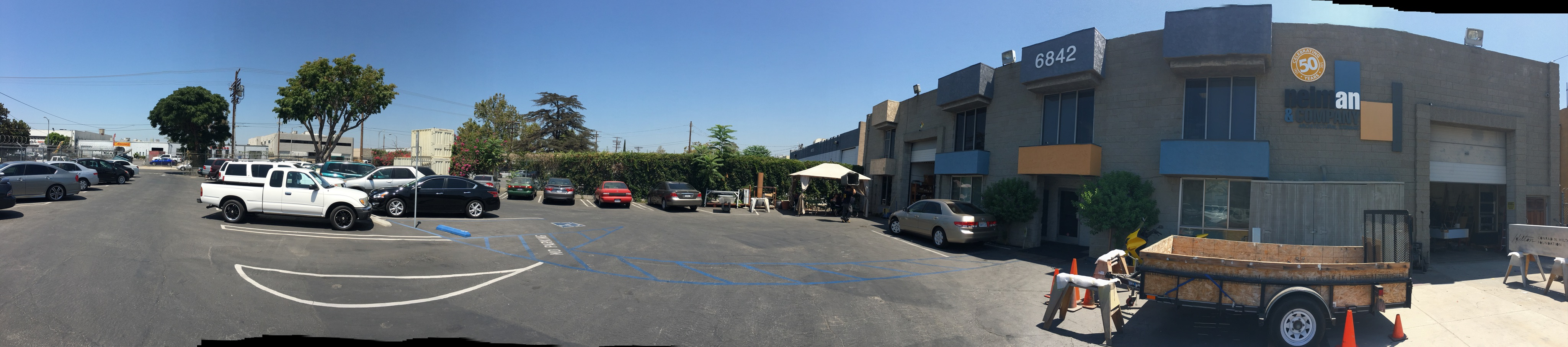
Il parcheggio e l'edificio della prima sede della ILM a Van Nuys, dove sono stati prodotti gli effetti speciali del primo film di Guerre Stellari

Alla fine del 1978, durante la pre-produzione de L'Impero colpisce ancora, Lucas spostò la maggior parte del team nella Industrial Light & Magic a Marin County sempre in California. Da qui in poi, l'azienda si è espansa e ha continuato a produrre effetti speciali per oltre trecento film, tra cui l'intera saga di Guerre stellari, la serie di Indiana Jones e quella di Jurassic Park.
Dopo il successo del primo film di Guerre stellari, Lucas si interessò all'uso della grafica computerizzata per il sequel. Contattò la Triple-I, nota per i suoi primi effetti computerizzati in film come Westworld (1973), Futureworld (1976), Tron (1982) e Giochi stellari, che finì per realizzare una prova generata al computer di cinque caccia X-wing che volavano in formazione. Trovò che fosse troppo costoso e tornò ai modelli fatti a mano. Tuttavia, il test gli aveva dimostrato che era possibile e decise di creare un proprio dipartimento di grafica computerizzata. Di conseguenza, iniziò a investire in computer della Apple e della SGI. A uno dei dipendenti di Lucas fu affidato il compito di trovare le persone giuste da assumere. La sua ricerca lo condusse al NYIT, dove trovò Edwin Catmull e i suoi colleghi. Catmull e altri accettarono l'offerta di lavoro di Lucas, e nel 1979 fu creata una nuova divisione informatica alla ILM con l'assunzione di Ed Catmull come primo dipendente del NYIT che entrò a far parte della Lucasfilm. Il progetto di Lucas prevedeva un sistema di montaggio digitale della pellicola, un sistema di montaggio digitale del suono, una stampante laser per pellicole e un'ulteriore esplorazione della grafica computerizzata. John Lasseter, assunto qualche anno dopo, si occupò di animazione computerizzata come parte del contributo di ILM a Piramide di paura. Il Graphics Group fu poi venduto a Steve Jobs, chiamato Pixar Animation Studios, e creò il primo lungometraggio animato in CGI, Toy Story - Il mondo dei giocattoli. Nel 2000, ILM ha creato il formato OpenEXR per immagini ad alta gamma dinamica.
La ILM ha operato fino al 2005 in una sede poco appariscente a San Rafael, in California. La società era nota agli abitanti del luogo come The Kerner Company, un nome che non attirava l'attenzione, consentendo alla società di operare in segreto, evitando così di compromettere informazioni sensibili sulle sue produzioni ai media o ai fan. Nel 2005, quando Lucas decise di spostare le location presso il Presidio di San Francisco e di concentrarsi sugli effetti digitali, un team guidato dal management acquistò le cinque divisioni di effetti fisici e pratici e formò una nuova società che includeva il George Lucas Theater, mantenne il nome "Kerner" come Kerner Technologies, Inc. e ha fornito effetti fisici per importanti film, spesso collaborando con la ILM, fino alla bancarotta del 2011.
Nel 2005, la ILM ha esteso le sue attività alla Lucasfilm Singapore, che comprende anche il ramo di Singapore della Lucasfilm Animation. Nel 2006, ILM ha inventato la tecnologia IMoCap (Image Based Motion Capture Technology). Nel 2007, ILM era uno dei maggiori fornitori di effetti visivi dell'industria cinematografica e possedeva una delle più grandi render farm (denominata Death Star). Nel 2011, è stato annunciato che l'azienda stava prendendo in considerazione una struttura a a Vancouver. ILM ha dapprima aperto una struttura temporanea a Vancouver, prima di trasferirsi nel 2014 in un nuovo studio di 30.000 metri quadrati in Water Street, nel quartiere di Gastown.
Nell'ottobre 2012, la Disney ha acquistato la società madre della ILM, la Lucasfilm, acquisendo nel processo la ILM, la Skywalker Sound e la LucasArts. Disney ha dichiarato di non avere piani immediati per cambiare le attività della ILM, ma ha iniziato a licenziare alcuni dipendenti dall'aprile dell'anno successivo. In seguito alla ristrutturazione della LucasArts nell'aprile 2013, la ILM si è trovata in esubero di personale e il numero dei dipendenti è stato ridotto per servire solo il dipartimento di effetti visivi della ILM. ILM ha aperto uno studio a Londra con sede nel quartiere Soho della città il 15 ottobre 2014..
Il 7 novembre 2018, ILM ha aperto una nuova divisione dedicata alle serie televisive chiamata ILM TV con sede nel nuovo studio londinese di 47.000 metri quadrati della ILM con il supporto delle sedi della società a San Francisco, Vancouver e Singapore. Nel luglio 2019, ILM ha annunciato l'apertura di una nuova struttura a Sydney in Australia..
Nello stesso anno, la ILM ha introdotto lo StageCraft. Conosciuto anche come "The Volume", utilizza videowall LED ad alta definizione per generare scenari virtuali ed è stato utilizzato per la prima volta in The Mandalorian. In seguito all'Acquisizione della 21st Century Fox da parte della Disney, i Fox VFX Lab sono stati inglobati nella ILM, includendo la divisione Technoprops. Nell'ottobre 2022, ILM ha aperto un nuovo studio a Mumbai.